# Iúrino
Iúrino (en rus: Юрино) és un poble de l'óblast de Vladímir, a Rússia, segons el cens del 2010 tenia 34 habitants. Pertany al districte municipal de Sóbinka.